# جويم
جويم (بالفارسية: جویم) هي مدينة تقع في ناحية جويم في جنوب محافظة فارس في إيران. يقدر عدد سكانها بـ 6,396 نسمة .